# فرنسيسكو خيمينيز
فرنسيسكو خيمينيز (بالإسبانية: Francisco Jiménez)‏ هو فقيه لغة وكاتب وبروفيسور وكاتب للأطفال مكسيكي، ولد في 1943 في Tlaquepaque ‏ في المكسيك.